# Armand Clavaud
Armand Clavaud est un botaniste né à Blanzac en Charente en 1828 et mort en 1890.

## Biographie
Il fut professeur du cours municipal de botanique à Bordeaux ainsi que conservateur de la bibliothèque municipale de botanique au jardin des plantes de Bordeaux. Il constitue des herbiers et donne des conférences. Il passe sa vie à rassembler les éléments d’une encyclopédie illustrée de la flore de Gironde, dont il publiera les deux premiers fascicules qui seront accompagnés de planches réalisées par ses soins. Il publie également De la fécondation dans les végétaux supérieurs (Hachette, 1868). Il fut membre de la société botanique ainsi que membre de la société linnéenne de Bordeaux. Armand Clavaud se suicide en 1890.  Le Jardin Botanique de Bordeaux possède 41 liasses de l'herbier de Clavaud. 

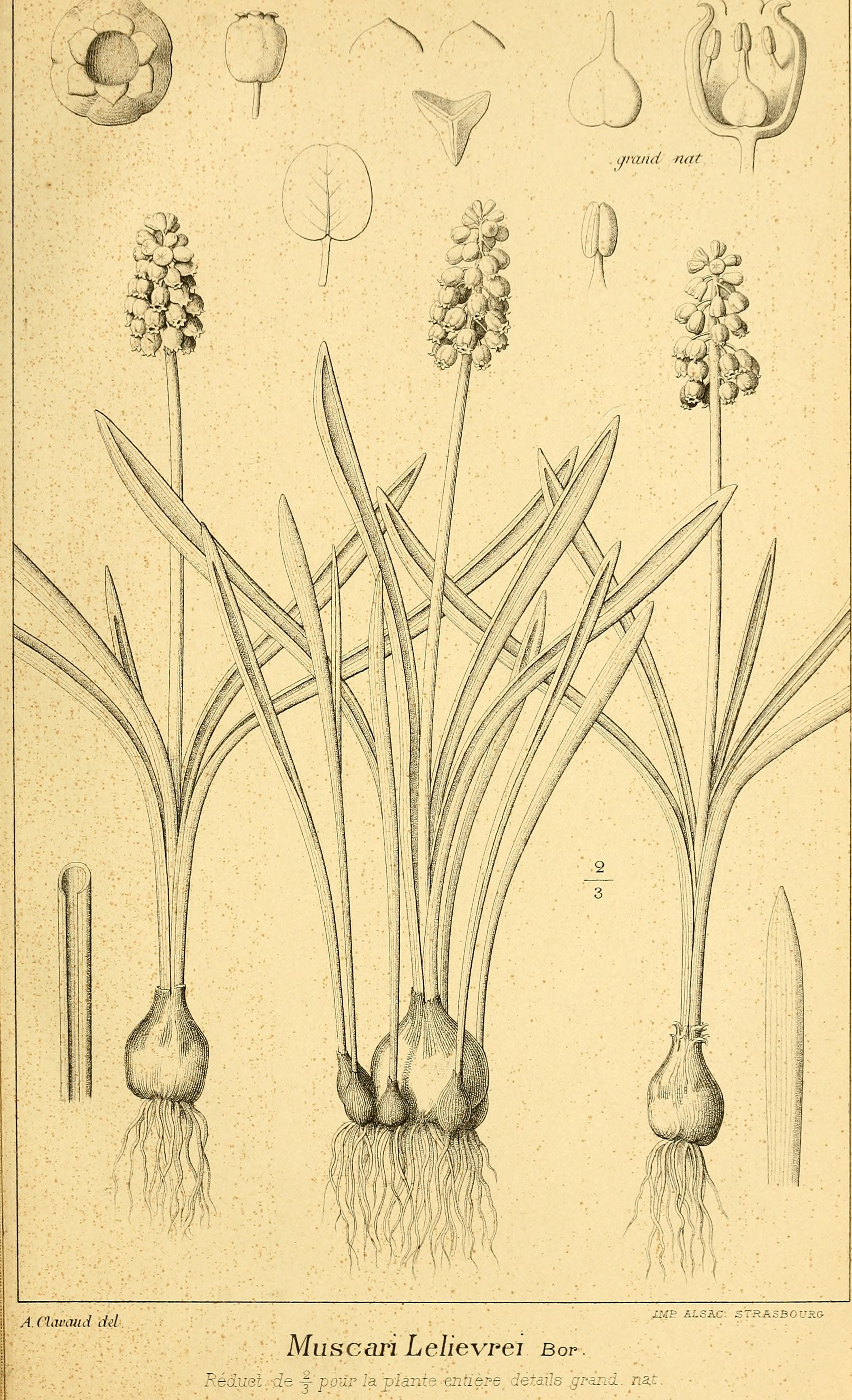
Armand Clavaud, planche représentant le muscari lelievrei dans les Actes de la Socilinnnne de Bordeaux (Bulletin d'histoire naturelle) 1890

### Rencontres
En 1857, il rencontre l’artiste Odilon Redon qu’il va initier à la botanique mais aussi à certaines lectures comme Darwin, Lamarck, Baudelaire, Poe ou encore la poésie Hindoue. À sa mort en 1890, Redon lui dédiera un album d’estampes. Il rencontre également le poète Francis Jammes à qui il fera découvrir les pastels de Redon. Jammes laissera plusieurs écrits sur sa rencontres et ses impressions sur Clavaud “Je le revois : sa tête semblait avoir subi latéralement la pression du cartable à herbier, son front fuyait un peu, son nez aussi d’où descendait une épaisse moustache à la Nietzsche. La mâchoire saillait, volontaire. Les yeux étaient bridés, d’un noir d’encre de Chine, glissant continuellement de gauche à droite et de droite à gauche, tandis qu’il s’exprimait avec une inouïe volubilité. Sa parole était passionnante autant que passionnée, qu’il traitât de l’évolution des ronces, qui l’a beaucoup occupé, du guignol oriental, des chansons de geste, du sens de la nature chez George Sand ou des lithographies d’Odilon Redon, qui fut son ami de jeunesse.”  